# Saga Hessén
Saga Viktoria Pettersson Hessén, född 29 december 1906 i Avesta, död 22 oktober 1976 i Bromma, var en svensk målare.
Hessén studerade vid Högre konstindustriella skolan och Stockholms konstskola samt vid Académie Scandinave i Paris. Hon medverkade i ett flertal grupputställningar i Stockholm och med Östgöta konstförenings samlingsutställningar under 1930-talet. Hessén är representerad med en Interiör från lancashiresmedja vid Tekniska museet.